# Añana
Añana község Spanyolországban, Arabában. Lakosainak száma 142 fő (2024).

## Földrajza
Añana Lantaron, Ribera Alta/Erriberagoitia és Valdegovía/Gaubea községekkel határos.

## Népesség
A település lakosságának változását az alábbi diagram mutatja:
| Lakosok száma | 190  | 185  | 182  | 176  | 168  | 165  | 159  | 156  | 155  | 142  |
|               | 2001 | 2004 | 2006 | 2009 | 2011 | 2014 | 2016 | 2019 | 2021 | 2024 |